# Дине, Фикри
Фикри Дине (алб. Fiqri Dine; 5 мая 1897, Макелара, Османская империя — 26 ноября 1960, Брюссель) — албанский политический и государственный деятель. Премьер-министр Албании в 1944 году в период немецкой оккупации Албании.

## Биография
Крупный землевладелец в Дебаре. Представитель одного из самых влиятельных албанских родов Северо-Востока страны. Обучался в военной академии в Вельсе (Австрия). После её окончания в 1919 году вернулся на родину. Сначала несколько месяцев служил лейтенантом в Шкодере . С формированием албанского правительства, поступил на службу в жандармерию Албанской национальной армии.
Во время правления короля Зогу I служил офицером жандармерии. В 1920 году принимал участие в сражениях против югославской военной интервенции в провинции Шкодер. В декабре 1924 года Зогу I назначил его одним из четырёх зональных командиров, которые контролировали Северную Албанию.
Член Балли Комбетар, албанской националистической и антикоммунистической организации, возглавляемой Мидхатом Фрашери.
В январе-феврале 1943 года — Министр внутренних дел Албании . Во время немецкой оккупации Албании организовывал отряды албанской жандармерии, сражавшийся на стороне немцев против партизан.
С 14 июля по 28 августа 1944 года занимал пост 21-го Премьер-министра Албании. Первые боевые действия против партизан казались вполне успешными. Немцам и зогистам удалось в конце июля изгнать партизан из ряда районов Албании. Однако союзники начали перебрасывать припасы на территорию партизан и помогать им перестраивать командование, готовясь к новому наступлению. Ситуация в последние дни августа, со всей ясностью продемонстрировала даже самым прогерманским албанцам, что немецкая оккупация Албании скоро закончится. Немецкая элита после обнаружения контактов Фикри Дине с союзниками с подозрением относилась к нему.
Ушёл в отставку, заявив, что был лишён немецкой поддержки в антипартизанской деятельности и не смог спасти Албанию от коммунистических сил. 21 сентября 1944 года принял участие во встрече антикоммунистических лидеров в Презе, где обсуждалась возможность захвата власти после ухода немцев. Вскоре после этого он покинул Албанию и эмигрировал в Грецию, затем в Париж, где работал в Албанском комитете, и Бельгию.